# Notopteridae
La famiglia Notopteridae comprende 10 specie di pesci d'acqua dolce, appartenenti all'ordine Osteoglossiformes.

## Diffusione e habitat
I generi Chitala e Notopterus sono originari dell'Asia, mentre Papyrocranus e Xenomystus dell'Africa.

## Specie
La famiglia comprende 10 specie, suddivise in 4 generi:
- Genere Chitala
  - Chitala blanci
  - Chitala borneensis
  - Chitala chitala
  - Chitala hypselonotus
  - Chitala lopis
  - Chitala ornata
- Genere Notopterus
  - Notopterus notopterus
- Genere Papyrocranus
  - Papyrocranus afer
  - Papyrocranus congoensis
- Genere Xenomystus
  - Xenomystus nigri